# Либертарианцы (партия, Польша)
Либертарианцы (пол. Wolnościowcy) — польская правая палеолибертарианская политическая партия, основанная в марте 2022 года тремя бывшими членами партии КОРВИН. До 13 февраля 2023 года входила в состав Конфедерации свободы и независимости.

## История
8 марта 2022 года партию «КОРВИН» Януша Корвина-Микке покинули трое её членов: Артур Дзямбор, Якуб Кулеша и Добромир Соснеж. Ими было объявлено о создании новой политической партии «Конфедерация — пропольская коалиция» в составе Конфедерации свободы и независимости. 17 марта было принято решение об изменении названия партии, 10 мая название было изменено на «Либертарианцы». Вскоре после этого были представлены логотип и программа партии.
13 февраля 2023 года депутаты Сейма от «Либертарианцев» покинули «Конфедерацию» и основали собственную парламентскую фракцию.
По результатам парламентских выборов 2023 года ни один представитель партии не прошел в Национальное собрание Польши.
Партия была распущена 4 марта 2024 года.

## Идеология и программа
Партия совмещает в себе элементы палеолибертарианства и фузионизма, её программа основывается на принципах личной, экономической и политической свободы.
Партия выступает за снижение налогов, введение права на ношение оружия, легализацию лёгких наркотиков и введение в Польше системы электронной демократии.